# Lou Thesz
 (mars 2010).
Si vous disposez d'ouvrages ou d'articles de référence ou si vous connaissez des sites web de qualité traitant du thème abordé ici, merci de compléter l'article en donnant les références utiles à sa vérifiabilité et en les liant à la section « Notes et références ».
Aloysius Martin « Lou » Thesz (né le 24 avril 1916 à Banat (en) (Michigan) et mort le 28 avril 2002 à Orlando (Floride) est un catcheur (lutteur professionnel) américain.
Il est essentiellement connu pour son travail à la National Wrestling Alliance (NWA) dont il est triple champion du monde poids lourd. Il est aussi connu pour avoir inventé un grand nombre de prises de catch comme la powerbomb ou encore la Lou Thesz press.

## Jeunesse
Le père de Thesz est un lutteur originaire de l'actuelle Hongrie. Dans son pays natal, ce dernier remporte le championnat national de lutte dans sa catégorie de poids. Lou grandit à Saint-Louis dans le Missouri et commence à s'entrainer à la lutte auprès de son père.

## Carrière de catcheur

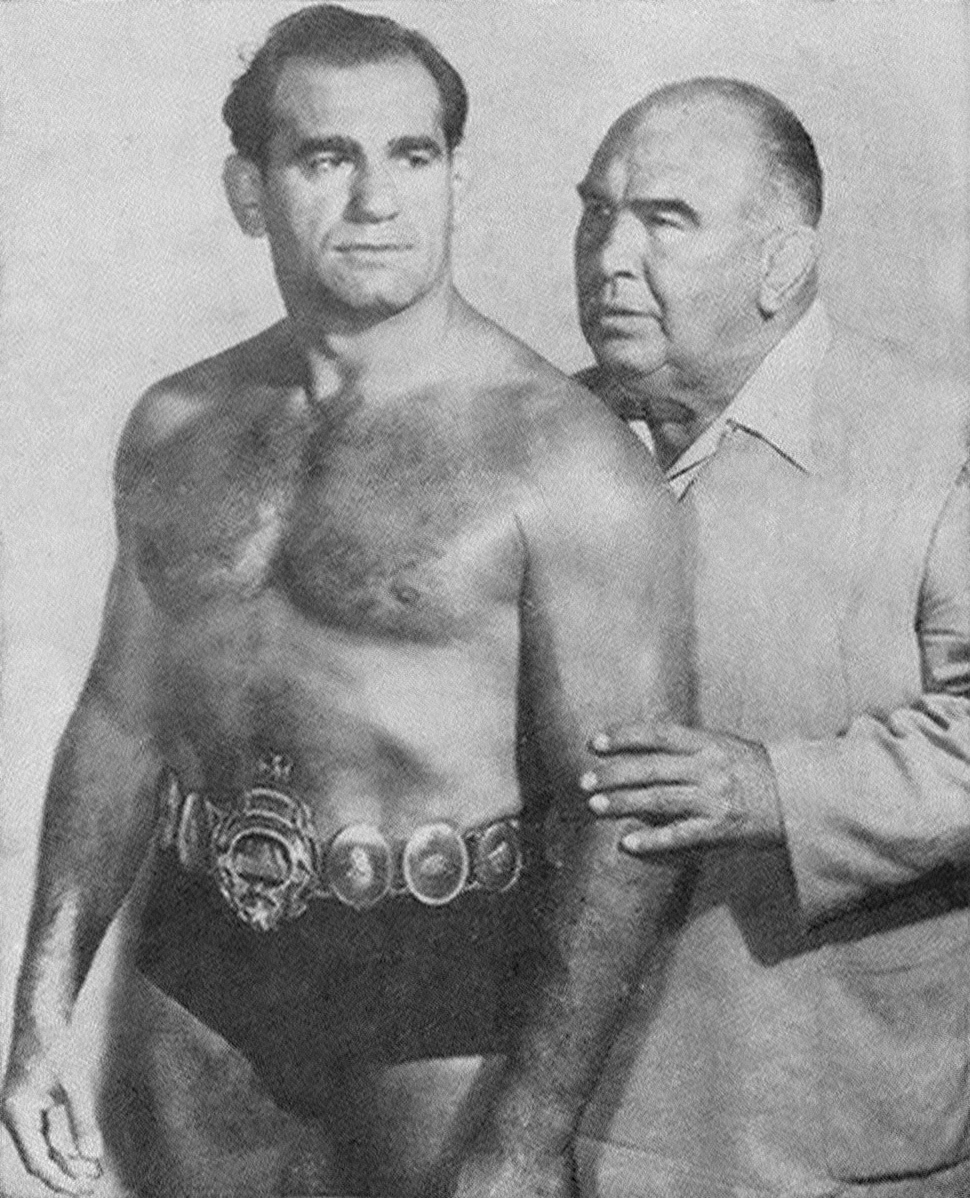
Lou Thesz et Ed « Strangler » Lewis en 1953.

Thesz rencontre George Tragos, Ad Santel et Ed « Strangler » Lewis (en)à Saint-Louis et ces derniers l'entraine. Il fait son premier combat dans cette ville en 1932. Il se fait rapidement un nom et une réputation de lutteur « légitime » capable de soumettre son adversaire si ce dernier lui manque de respect.
Il remporte son premier titre le 29 décembre 1937 où il devient champion du monde poids lourd de la National Wrestling Association (en) après sa victoire sur Everett Marshall.

## Style de catch
Thesz est un catcheur dit technique, il utilise un grand nombre de prise de lutte qu'il a très probablement appris de son père. Il apparait comme étant l'un des meilleurs catcheurs entre les années 1930 et les années 1970. Au cours de sa carrière, il invente quatre prises de catch : le Lou Thesz press, la powerbomb ainsi que le stepover toehold facelock (STF) ainsi que la german suplex,.

## Palmarès

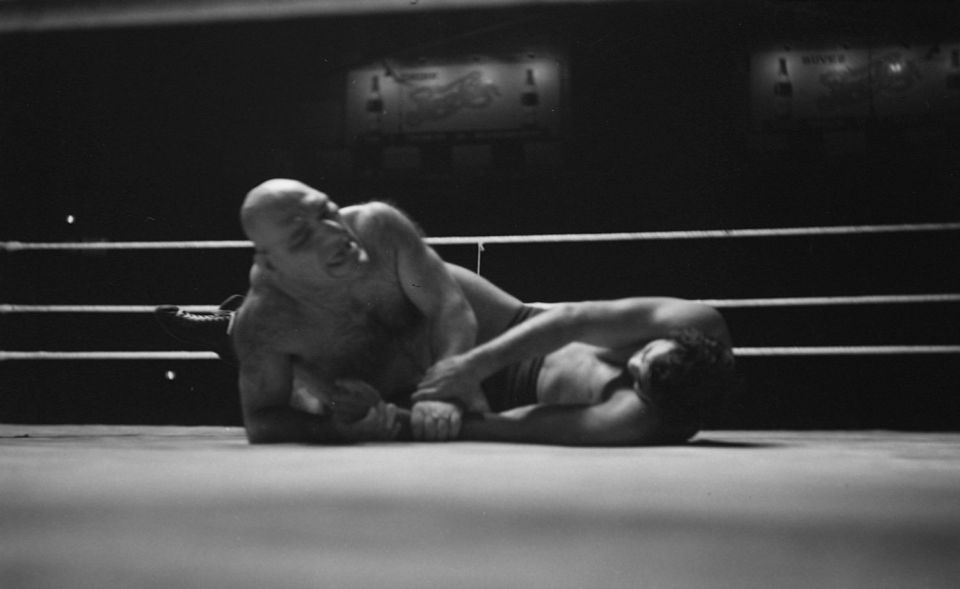
Lou Thesz (au sol) affrontant Maurice Tillet sur le ring en 1940.

- American Wrestling Association (Boston)
  - AWA World Heavyweight Championship (1 time)
- Cauliflower Alley Club
  - Iron Mike Mazurki Award (1998)
- George Tragos/Lou Thesz Professional Wrestling Hall of Fame
  - Class of 1999
- International Championship Wrestling
  - ICW United States Heavyweight Championship (1 time)
- International Wrestling Enterprise
  - TWWA World Heavyweight Championship (1 time)
- International Professional Wrestling Hall of Fame
  - Class of 2021
- Japan Wrestling Association
  - NWA International Heavyweight Championship (1 time)
- Joint Promotions
  - World Heavyweight Championship (Great Britain version) (1 time)
- Midwest Wrestling Association (Ohio)
  - MWA World Heavyweight Championship (Ohio version) (1 time)
- Missouri Sports Hall of Fame
  - Class of 2002
- Montreal Athletic Commission
  - MAC World Heavyweight Championship (4 times)
- National Wrestling Alliance
  - NWA World Heavyweight Championship (3 times)1
  - NWA Hall of Fame (Class of 2005)
- NWA All-Star Wrestling
  - NWA Pacific Coast Tag Team Championship (Vancouver version) (1 time) – with The Outlaw
- NWA Mid-America
  - NWA Southern Junior Heavyweight Championship (2 times)
  - NWA Southern Tag Team Championship (Mid-America version) (1 time) – with Jackie Fargo
- National Wrestling Association
  - NWA World Heavyweight Championship (3 times)2
- New Japan Pro-Wrestling
  - Greatest 18 Club inductee
- Pro Wrestling Illustrated
  - Stanley Weston Award (1982)
- Professional Wrestling Hall of Fame
  - Pioneer Era (class of 2002)
- Southwest Sports, Inc.
  - Texas Heavyweight Championship (4 times)3
- Stampede Wrestling
  - Stampede Wrestling Hall of Fame (Class of 1995)
- St. Louis Wrestling Hall of Fame
  - Class of 2007
- Universal Wrestling Association
  - UWA World Heavyweight Championship (1 time)
- World Championship Wrestling
  - WCW Hall of Fame (Class of 1993)
- Worldwide Wrestling Associates
  - WWA International Television Tag Team Championship (1 time) – with Sailor Art Thomas
  - WWA World Heavyweight Championship (1 time)
- World Wrestling Federation/WWE
  - Legends Battle Royal winner (1987)
  - WWE Hall of Fame (Class of 2016)
- Wrestling Observer Newsletter
  - Wrestling Observer Newsletter Hall of Fame (Class of 1996)
- Autres titres
  - World Heavyweight Wrestling Championship (2 times)4
  - World Heavyweight Championship (Los Angeles version) (2 times)
  - World Heavyweight Championship (Pacific Northwest version) (1 time)